# Хэйл, Дэвид
Дэвид Хэйл (англ. David Hale; 18 июня 1981, Колорадо-Спрингс, Колорадо, США) — профессиональный американский хоккеист, защитник.

## Карьера
На драфте НХЛ 2000 года был выбран в 1 раунде под общим 22 номером командой «Нью-Джерси Девилз». 27 февраля 2007 года обменян в «Калгари Флэймз». В 2011 году завершил карьеру игрока. В 2013 возобновил свою карьеру, подписав контракт с итальянским клубом Эппан/Аппиано.

## Статистика
```
                                            
                                            --- Regular Season ---  ---- Playoffs ----
Season   Team                        Lge    GP    G    A  Pts  PIM  GP   G   A Pts PIM
--------------------------------------------------------------------------------------
1998-99  Sioux-City Musketeers       USHL   56    3   15   18  127   5   0   0   0  18
1999-00  Sioux-City Musketeers       USHL   54    6   18   24  187   5   0   2   2   6
2000-01  U. of North Dakota          NCAA   44    4    5    9   79
2001-02  U. of North Dakota          NCAA   34    4    5    9   63
2002-03  U. of North Dakota          NCAA   26    2    6    8   49
2003-04  New Jersey Devils           NHL    65    0    4    4   72   1   0   0   0   0
2004-05  Albany River Rats           AHL    30    2    3    5   39  --  --  --  --  --
2005-06  New Jersey Devils           NHL    38    0    4    4   21   8   0   2   2  12
2005-06  Albany River Rats           AHL    30    2    5    7   64  --  --  --  --  --
2006-07  Lowell Devils               AHL     2    0    1    1    0
2006-07  New Jersey Devils           NHL    39    0    1    1   26
--------------------------------------------------------------------------------------
         NHL Totals                        142    0    9    9  119   9   0   2   2  12

```